# Massimiliano Ferretti
Massimiliano Ferretti (Roma, 22 giugno 1966) è un ex pallanuotista e allenatore di pallanuoto italiano. Ha vinto una medaglia d'oro da giocatore ai giochi olimpici di Barcellona 1992

## Carriera
Ha iniziato a giocare nella piscina dell’Augustea, ed è cresciuto nella Lazio, con cui ha esordito a 15 anni.
Ha poi indossato la calottina dell'Arenzano, dove vince una Coppa Italia e una Coppa delle Coppe tra il 1988 ed il 1989, ripetendo i medesimi successi nella seguente esperienza al Pescara in cui giunge anche al secondo posto in campionato. I primi due scudetti arrivano a Savona (1992, 1993), con la conquista di altre tre Coppe Italia (1990, 1991, 1993), oltre ad un secondo posto in campionato ed uno in Coppa dei Campioni. Dopo una parentesi al Volturno (con un altro piazzamento come vicecampione d'Italia ed un secondo posto in Coppa LEN), si trasferisce alla Roma, dove conquista un altro campionato italiano nel 1999 e una Coppa delle Coppe nel 1995, oltre a un secondo posto in campionato, in Coppa delle Coppe e nella Supercoppa Europea. Dal 1999 ha difeso i colori della Pro Recco, fino al ritiro del 2005, centrando il quarto scudetto (2002), una Supercoppa LEN e la prima Eurolega nel 2003, giungendo anche ad un secondo posto in campionato e in Coppa LEN. 
Il centroboa ha esordito in nazionale giovanile nel 1982, sommando 50 presenze e vincendo gli Europei di Puerto de la Cruz (1984). Con la Nazionale Universitaria ha vinto il titolo a Zagabria (1987). Con la nazionale maggiore ha esordito nel 1984 e fino al 1995 ha totalizzato 340 presenze, conquistando l’oro olimpico (Barcellona 1992), l'oro mondiale (Roma 1994) e quello europeo (Sheffield 1993), oltre a due Giochi del Mediterraneo (Latakia 1987 e Canet en Roussillon 1993) ed una Coppa del Mondo (Atene 1993).
L'unico trofeo mancante della sua carriera ricca di successi è stata la Coppa LEN.
Ha vinto per sette stagioni di seguito la classifica marcatori del campionato a partire dal 1991-1992, ripetendosi anche nel 2001. Dal 2005 al 2008 è stato dirigente della Pro Recco e del Nervi.

## Palmarès

### Club
- Campionato italiano: 4

R.N. Savona: 1991-92, 1992-93
Roma: 1998-99
Pro Recco: 2001-02
- Coppe Italia: 5

Arenzano: 1987-88
Pescara: 1989-90
R.N. Savona: 1989-90, 1990-91, 1992-93
- Eurolega: 1

Pro Recco: 2002-03
- Coppa delle Coppe: 3

Arenzano: 1987-88
Pescara: 1988-89
Roma: 1995-96
- Supercoppa LEN: 1

Pro Recco: 2003

### Nazionale
- Olimpiadi

Barcellona 1992: 
- Mondiali

Madrid 1986: 
Roma 1994: 
- Coppa del Mondo

Berlino Ovest 1989: 
Atene 1993: 
- Europei

Strasburgo 1987: 
Bonn 1989: 
Sheffield 1993: 
- Giochi del Mediterraneo

Latakia 1987: 
Linguadoca-Rossiglione 1993: 
Tunisi 2001: 
- Universiadi

Zagabria 1987: 
- Europei giovanili

Santa Cruz 1984: 